# Плачинцени (Вранча)
Плачинцени (рум. Plăcințeni) насеље је у Румунији у округу Вранча у општини Богешти. Oпштина се налази на надморској висини од 95 m.

## Становништво
Према подацима из 2002. године у насељу је живело 231 становника, од којих су сви румунске националности.